# چانگ سو-سین
چانگ سو-سین (چینی: 張愫心؛ زادهٔ ۴ اکتبر ۱۹۹۰) بازیکن فوتبال اهل تایوان است.
از باشگاه‌هایی که در آن بازی کرده‌است می‌توان به باشگاه فوتبال اوکایاما یونوگو بل اشاره کرد.
وی همچنین در تیم ملی فوتبال زنان تایوان بازی کرده‌است.